# Bosques Solares de Bolívar
Bosques Solares de Bolívar es un Parque solar en el municipio de Sabanalarga en Colombia. Esta planta tiene una capacidad instalada de 100 MW, cinco plantas de 19.9 MW, cada una con 190 mil paneles solares bifaciales y 900 kilómetros de cables de 24 centros de transformación.
Según el grupo Isagen, Bosques Solares de Bolívar, tiene un área de 300 hectáreas, 150 de ellas destinadas a paneles solares y las otras 150 están dedicadas a la conservación de coberturas vegetales y biodiversidad.

## Historia
El 5 de julio de 2024 fue inaugurada la planta tras 16 meses de construcción, a la ceremonia de inauguración asistió el presidente de Isagen, el gobernador del Atlántico y el presidente de la republica.